# Агапов, Виталий Иванович
Вита́лий Ива́нович Ага́пов (23 апреля 1927, пос. Кулебаки, Нижегородская область — 15 мая 2014, Москва, Россия) — советский дипломат. Чрезвычайный и полномочный посол (1984).

## Биография
В 1950 году окончил МГИМО МИД СССР, в 1962 году — Высшую дипломатическую школу МИД СССР. На дипломатической работе с 1950 года.
- В 1950—1954 годах — сотрудник посольства СССР в Румынии.
- В 1954—1956 годах — сотрудник центрального аппарата МИД СССР.
- В 1956—1960 годах — сотрудник посольства СССР в Румынии.
- В 1960—1962 годах — сотрудник центрального аппарата МИД СССР.
- В 1962—1963 годах — сотрудник посольства СССР в Камбодже.
- В 1964—1968 годах — на ответственной работе в центральном аппарате МИД СССР.
- В 1968—1971 годах — советник посольства СССР в Алжире.
- В 1971—1972 годах — на ответственной работе в центральном аппарате МИД СССР.
- В 1972—1975 годах — советник-посланник посольства СССР в Гвинее.
- В 1975—1979 годах — заведующий сектором Первого Африканского отдела МИД СССР.
- С 8 апреля 1979 по 29 августа 1985 года — чрезвычайный и полномочный посол СССР в Бенине[1].

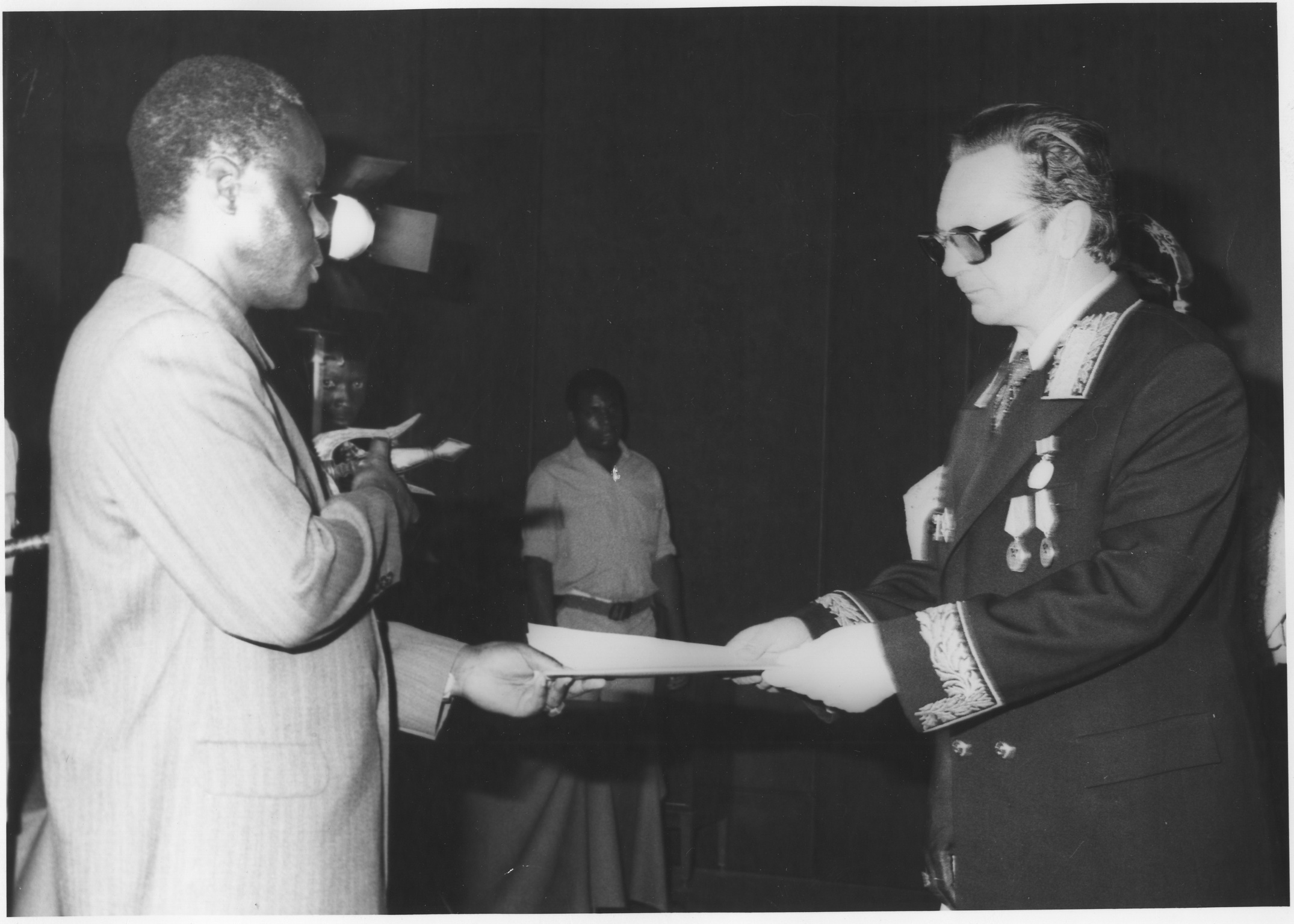
Виталий Иванович Агапов вручает верительные грамоты президенту Бенина Матьё Кереку 24 мая 1979 г.
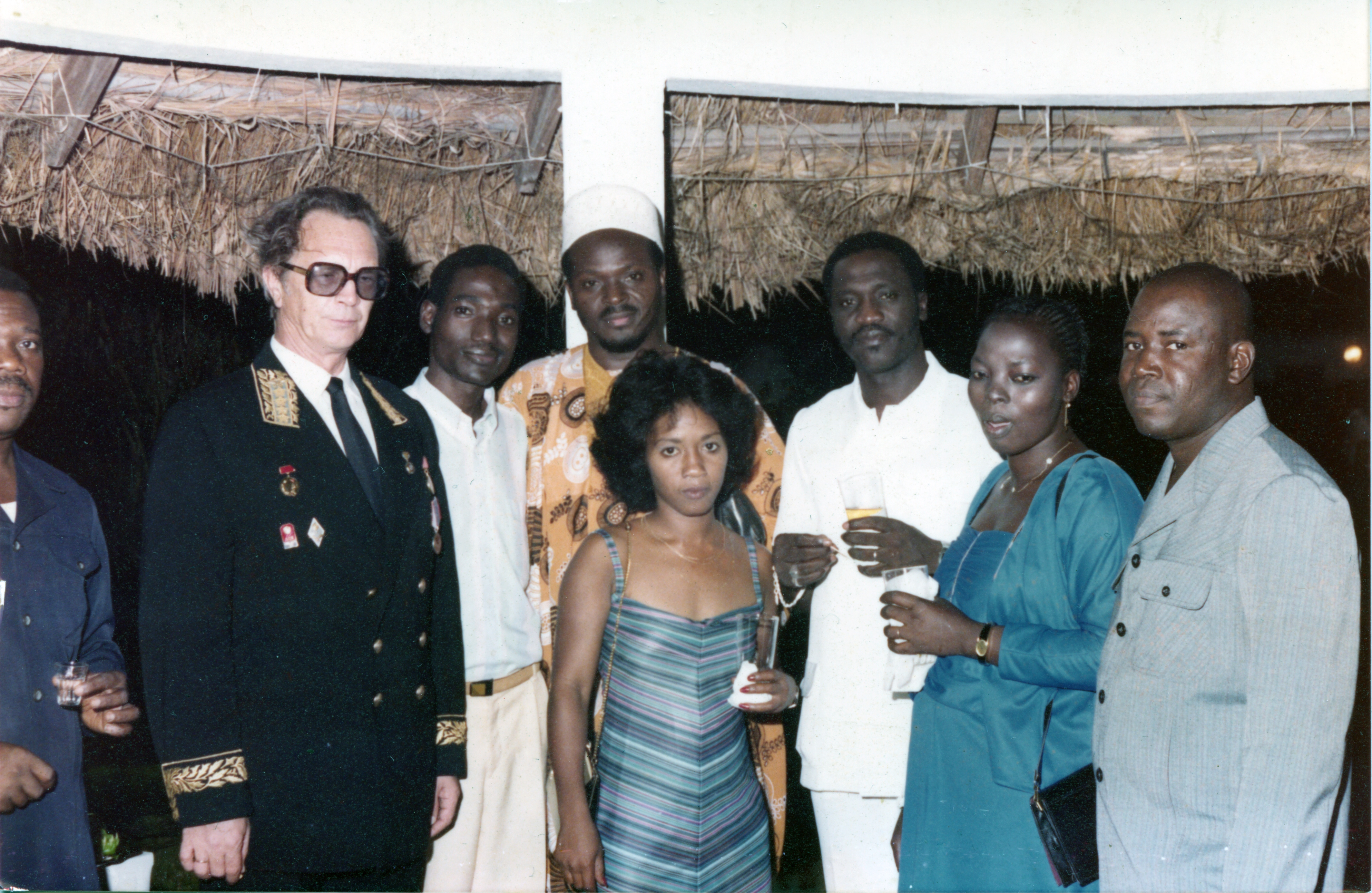
В. И. Агапов с группой бенинских студентов, приём в резиденции посла, 1983 г.

- В 1986—1988 годах — эксперт Первого Африканского отдела МИД СССР.

Вышел в отставку в 1990 году и проживал в Москве.
Скончался 15 мая 2014 года. Похоронен на Химкинском кладбище.

## Дипломатический ранг
- Чрезвычайный и полномочный посланник II класса (1972)
- Чрезвычайный и полномочный посланник I класса (1979)
- Чрезвычайный и полномочный посол (1984)[2]

## Награды и звания
- Ветеран Великой Отечественной войны
- Две медали «За трудовую доблесть» (1967, 1971)
- Медаль «Ветеран труда» (1988 )
- Юбилейная медаль «За доблестный труд. В ознаменование 100-летия со дня рождения В. И. Ленина» (1970)
- Юбилейная медаль «В память 850-летия Москвы» (1998)

## Семья
Был женат, имел сына и дочь.